# 冀西南林路行
《冀西南林路行》（英語：Inside the Cable Temple）是中国独立摇滚乐队万能青年旅店的第二张录音室专辑，于2020年12月22日发行。专辑共收录8首歌曲，包括《早》、《泥河》、《采石》、《山雀》、《河北墨麒麟》等，以及一段专辑全长的整轨音频。

## 曲目列表
| 曲序     | 曲目               |          | 作曲     | 时长  |
| -------- | ------------------ | -------- | -------- | ----- |
| 1.       | 早（演奏曲）       |          | 董亚千   | 1:23  |
| 2.       | 泥河               | 姬赓     | 董亚千   | 5:48  |
| 3.       | 平等云雾（演奏曲） |          | 董亚千   | 1:26  |
| 4.       | 采石               | 姬赓     | 董亚千   | 8:56  |
| 5.       | 山雀               | 姬赓     | 董亚千   | 3:18  |
| 6.       | 绕越（演奏曲）     |          | 董亚千   | 2:43  |
| 7.       | 河北墨麒麟         | 姬赓     | 董亚千   | 11:28 |
| 8.       | 郊眠寺             | 姬赓     | 董亚千   | 9:40  |
| 总时长： | 总时长：           | 总时长： | 总时长： | 44:22 |

## 风格
《冀西南林路行》被认为是对乐队首张录音室专辑《万能青年旅店》上的延续与发展。
《早》中出现的主题动机“12235326”串联起整张专辑。在融合了独立摇滚、另类摇滚、民谣摇滚、前卫摇滚、硬摇滚、布鲁斯摇滚、自由爵士和迷幻摇滚等风格的基础上，万能青年旅店在专辑中进一步引入了更多非传统摇滚乐器（例如阮，单簧管，钢琴，铜管乐组等）。
乐队作词人姬赓《冀西南林路行》的专辑介绍中写道：“发端似乎在2013年，一次出河北去西北。火车钻入太行山腹，景色突然叠加变幻，山脚的村庄还运行着古老仁慈的秩序。而对面山腰，炸药歌舞团的表演拉开大幕。神话握手现代化，启动了荒原上最悲怆的谜语。那一次眩晕令人至今难忘，之后就开始旷日持久的漫游解谜。” 专辑的创作基于乐队的发源地，华北平原与太行山脉，沿用了在《万能青年旅店》中所使用大量隐喻的手法，以自然意象的堆砌延伸出对于工业发展与现代化的反思。

## 奖项
- 第三届网易云音乐原创盛典年度专辑[6]
- 2021年唱工委音乐盛典年度专辑[7]
- 第十三届华语金曲奖国语十大唱片[8]
- 豆瓣2020年度音乐榜单年度评分最高专辑[9]

## 发行
该专辑于2020年12月22日以数字专辑形式上架流媒体服务平台网易云音乐。并在2022年5月8日开始实体专辑的正式售卖。

## 装帧设计
不同于数字版本，实体CD版本包含的内容为44分22秒整轨音频。
专辑整体为特种纸单色印刷，局部起凸及烫印，采用三开包装设计。正面印有封面，反面则是曲目列表，发行公司LOGO等。
专辑内含一张CD以及一本双面双专色经折装仿宣纸拉页。CD的外圈印有发行信息。拉页的正反面分别印有专辑与乐队名称，和简化后的“墨麒麟”纹样。其内容包括了曲目歌词（中/英文），制作团队以及壁画式的插图。

## 人员[4]
专辑制作
- 录音室 | 郊眠寺（Cable Temple Studio）
- 录音师 | 马钰凯
- 混音师 | 时俊峰
- 母带处理 | 韩冬
- 专辑设计 | 阮千瑞

《泥河》
- 管乐编写：高太行
- 唱、电吉他、木吉他、12弦木吉他、和声：董亚千
- 贝斯：姬赓
- 鼓：冯江
- 小提琴：刘阔
- 小号：文智湧
- 次中音号：史立
- 次中音萨克斯：冯玉良
- 中音萨克斯：高太行，赵路
- 上低音萨克斯：苗政
- 和声：小河

《采石》
- 唱、木吉他、电吉他、和声：董亚千
- 贝斯：姬赓
- 鼓：冯江
- Double Bass：马飞
- 小号、次中音号：史立
- 中音萨克斯：赵路
- 钢琴：郑皓荣
- 硬件噪音：积木

《山雀》
- 唱、12弦木吉他、电吉他、木吉他、莱雅琴、和声：董亚千
- 提琴贝斯：姬赓
- 鼓：冯江
- 木吉他：苏雷
- 长笛：胡梦鸽
- 单簧管：闫赛
- 打击乐：李志伟

《河北墨麒麟》
- 唱、电吉他、莱雅琴、和声：董亚千
- 贝斯：姬赓
- 鼓：冯江
- 电吉他：苏雷
- 单簧管、低音单簧管：闫赛
- 小号：文智湧，史立
- 次中音萨克斯：冯玉良，李增辉
- 中音萨克斯：高太行，赵路
- 上低音萨克斯：苗政
- 小提琴：刘阔，刘红
- 中提琴：刘逸斌
- 大提琴：何嘉音
- 人声：李增辉，小河
- 和声：小河、陈乐

《郊眠寺》
- 唱、木吉他、和声：董亚千
- 小提琴：刘阔
- 中提琴：刘逸斌
- 大提琴：何嘉音
- 长笛：胡梦鸽
- 阮、和声：小河
- 采样：积木、姬赓